# Oleta Adams
Pour les articles homonymes, voir Adams.
Oleta Angela Adams née le 4 mai 1953 à Seattle est une chanteuse, claviériste et pianiste américaine de soul, jazz et gospel, quoiqu'elle ait œuvré parfois dans le rock avec le groupe britannique Tears For Fears.

## Biographie
Elle est la fille d'un prédicateur et elle grandit en écoutant des chants gospel, qui seront son premier contact avec la musique. Par la suite, sa famille déménage à Yakima dans l'état de Washington, elle commence à chanter à l'église locale le dimanche. 
Avant de pouvoir jouer sa musique, elle fit face à beaucoup de rejets. Dans les années '70, elle s'installe à Los Angeles pour y enregistrer un démo, toutefois les maisons de disques étaient plus intéressées par le disco que par le style de musique de la jeune femme. Suivant les conseils de son professeur de chant à l'époque, Lee Farrell, elle déménage alors à Kansas City où elle a la chance de jouer dans des bars locaux. C'est au début des années '80 qu'elle enregistre deux premiers albums, Untitled en 1982 et Going on record en 1983, disques qu'elle a payé de sa poche et distribués localement.
En 1985, Oleta Adams fut découverte par Roland Orzabal et Curt Smith, fondateurs du groupe britannique Tears for Fears, alors qu'elle jouait dans le bar d'un hôtel de Kansas City (Missouri), durant leur tournée américaine. Ils discutèrent avec Oleta et deux ans plus tard en 1987, ils la contactèrent pour l'inviter à collaborer comme chanteuse, claviériste et pianiste pour leur album, The Seeds of Love. C'est alors qu'elle connut le succès à grande échelle en interprétant l'un des tubes de l'album, Woman in chains, avec Roland Orzabal et Curt Smith ainsi que Phil Collins et Manu Katché à la batterie. Elle joue aussi sur deux autres chansons de l'album, soit le piano et les chœurs sur Badman's Song et le piano sur Standing on the Corner of the Third World. On peut aussi l'apercevoir jouer le piano et faire les chœurs dans le vidéo-clip de la chanson Advice for the Young at Heart, quoiqu'elle n'ait nullement participé à cette même pièce sur l'album.
Par la suite elle enregistra ainsi son troisième album, Circle of one en 1990 avec l'aide de Roland Orzabal et David Bascombe comme producteurs. Cet album sera réédité en 1991 sous le titre Get Here et ne sera distribué que sur le marché japonais uniquement. Elle est invitée, en 1991 toujours, pour la chanson Don't Let the Sun Go Down on Me de l'album hommage à la musique et aux textes d'Elton John et Bernie Taupin, Two Rooms: Celebrating the Songs of Elton John & Bernie Taupin. Oleta chante à nouveau avec Tears For Fears sur la chanson Me and my big ideas, de l'album Raoul and the Kings of Spain publié en 1995. Puis en 1998, elle est invitée par Phil Collins et son projet The Phil Collins Big Band à venir chanter en s'accompagnant au piano au Festival de Jazz de Montreux, elle interpréta alors New York State Of Mind de Billy Joel, From This Moment On, I Could Write A Book, I Got A Right To Sing The Blues ainsi que Watch What Happens. Elle vient de publier son plus récent album Third Set en 2017.

## Discographie

### Albums
| Date | Titre                          | Notes                                                           |
| ---- | ------------------------------ | --------------------------------------------------------------- |
| 1982 | Untitled                       | Auto financé et sorti en indépendant.                           |
| 1983 | Going on Record                | Idem.                                                           |
| 1990 | Circle of One                  | Produit par Roland Orzabal et David Bascombe.                   |
| 1991 | Get Here                       | Réédition japonaise de l'album précédent, Circle of One.        |
| 1993 | Evolution                      |                                                                 |
| 1995 | Moving On                      |                                                                 |
| 1997 | Come Walk With Me              |                                                                 |
| 2001 | All the Love                   |                                                                 |
| 2004 | I Can't Live A Day Without You | Single                                                          |
| 2006 | Christmas Time with Oleta      | Distribué aux États-Unis, au Canada et aux Pays Bas uniquement. |
| 2009 | Let's Stay Here (en)           |                                                                 |
| 2017 | Third Set                      |                                                                 |

## Compilations
- 1996 : The Very Best of Oleta Adams
- 1998 : The Very Best
- 2004 : The Ultimate Collection - Coffret 3 CD

### Singles
| Année | Chanson                                      | UK | US HOT 100 | US R&B | US AC |
| ----- | -------------------------------------------- | -- | ---------- | ------ | ----- |
| 1990  | "Get here"                                   |    |            | -      | -     |
| 1990  | "Circle Of One"                              |    |            | -      | -     |
| 1990  | "Rhythm of life"                             |    |            | -      | -     |
| 1990  | "You've got to give me room"                 |    |            | -      | -     |
| 1991  | "Don't let the sun go down on me"            |    |            | -      | -     |
| 1992  | "Woman in Chains" (Avec Tears for Fears)     | 26 | 36         | -      | -     |
| 1993  | "I Just Had To Hear Your Voice"              | 42 | -          | 97     | -     |
| 1993  | "Window Of Hope"                             | -  | -          | -      | -     |
| 1993  | "The day I stop loving you"                  | -  | -          | -      | -     |
| 1994  | "My Heart Won't Lie"                         | -  | -          | -      | -     |
| 1994  | "We Will Find A Way" (Avec Brenda Russell)   | -  | -          | -      | -     |
| 1994  | "Easier to say goodbye"                      | -  | -          | -      | -     |
| 1995  | "Never Knew Love"                            | 22 | -          | -      | -     |
| 1995  | "Rhythm Of Life (remix)"                     | 38 | -          | -      | -     |
| 1995  | "Me And My Big Ideas" (Avec Tears for Fears) | -  | -          | -      | -     |
| 1995  | "Life Keeps Moving On"                       | -  | -          | -      | -     |
| 1996  | "We Will Meet Again"                         | 51 | -          | -      | -     |
| 1997  | "Holy is the lamb"                           | 51 | -          | -      | -     |
| 2001  | "When You Walked Into My Life"               | -  | -          | -      | -     |
| 2002  | "I Can't Live A Day Without You"             | -  | -          | -      | -     |
| 2009  | "Feeling good"                               | -  | -          | -      | -     |

## Collaborations
- 1989 : The Seeds of Love de Tears For Fears - Claviers et chant sur Woman in Chains, piano et chœurs sur Badman's Song et piano sur Standing on the Corner of the Third World.
- 1991 : Two Rooms: Celebrating the Songs of Elton John & Bernie Taupin Artistes Variés - Chant et piano sur Don't Let the Sun Go Down on Me avec Roland Orzabal à la guitare, aux chœurs et à la production.
- 1995 : Raoul and the Kings of Spain de Tears For Fears - Chant sur Me and my big ideas.

### DVD
- 2004 : Live In Concert Met Het Metropole Orkest - Filmé en concert à Amsterdam aux Pays-Bas.